# Principio de contexto
En semántica y filosofía del lenguaje, el principio de contexto es un principio según el cual las palabras solo tienen significado en el contexto de una oración.
Para ilustrar el principio, considérese la oración "el niño está dormido". En esta oración, la palabra "niño" (en conjunción con el artículo determinado "el") cumple la función de referir a una entidad, a saber, a algún niño particular. En cambio, en la oración "Matías es un niño", la misma palabra, "niño", cumple otra función, y refiere a algo distinto, a saber, a una propiedad de Matías.
A primera vista, puede parecer que el principio de contexto es incompatible con el principio de composicionalidad, el cual afirma que el significado de una oración depende exclusivamente de su estructura y del significado de sus partes componentes. Sin embargo, la tensión se disuelve si se advierte que el principio de contexto no dice que el significado de una palabra viene de su rol en la oración, sino más bien que su rol en la oración determina cuál de sus múltiples significados posibles habrá de desplegar. Una vez fijado su rol y determinado así su significado, entonces sí, el significado de la oración dependerá de sus partes componentes, como exige el principio de composicionalidad.
El principio de contexto fue formulado de manera más explícita por Gottlob Frege en la sección 60 de su obra de 1884, Los fundamentos de la aritmética:

En la investigación que sigue, he seguido tres principios fundamentales: siempre separar tajantemente lo psicológico de lo lógico, lo subjetivo de lo objetivo; nunca preguntar por el significado de una palabra aislada, sino sólo en el contexto de una proposición; nunca perder de vista la distinción entre concepto y objeto.

Ludwig Wittgenstein, en su Tractatus logico-philosophicus, adhiere explícitamente al principio, afirmando:

3.3 Sólo la proposición tiene sentido; sólo en el contexto de una proposición tiene sentido un nombre.
3.314 Una expresión tiene sentido sólo en una proposición. [...]